# 宮田駅
宮田駅（みやだえき）は、長野県上伊那郡宮田村にある、東海旅客鉄道（JR東海）飯田線の駅である。

## 歴史
- 1913年（大正2年）12月27日：伊那電車軌道（1919年に伊那電気鉄道へ改称）が伊那町駅（現・伊那市駅） - 当駅間延伸時に、終着駅である宮田駅（みやたえき）として開設[1][3]。一般駅[2]。
- 1914年（大正3年）10月31日：伊那電車軌道が赤穂駅（現・駒ケ根駅）まで延伸、途中駅となる[3]。
- 1943年（昭和18年）8月1日：伊那電気鉄道線が飯田線の一部として国有化、鉄道省（後の日本国有鉄道）の駅となる[4]。
- 1956年（昭和31年）12月15日：「みやだえき」に呼称変更[1]。
- 1971年（昭和46年）12月1日：貨物・荷物扱い廃止（旅客駅化）[2]。
- 1983年（昭和58年）2月24日：業務委託駅化。
- 1985年（昭和60年）4月1日：業務委託終了、無人駅化[5]。
- 1987年（昭和62年）4月1日：国鉄分割民営化に伴い、JR東海に移管[6]。
- 1998年（平成10年）6月：駅舎改築[1]。

## 駅構造
相対式ホーム2面2線を有し、列車交換可能な地上駅である。駅舎は東側（上り線側）にあり、下り線側とはホーム赤木駅側にある構内踏切で連絡している。伊那市駅管理の無人駅。

### のりば
| 番線 | 路線      | 方向 | 行先             |
| ---- | --------- | ---- | ---------------- |
| 1    | CD 飯田線 | 上り | 飯田・天竜峡方面 |
| 2    | CD 飯田線 | 下り | 辰野方面         |

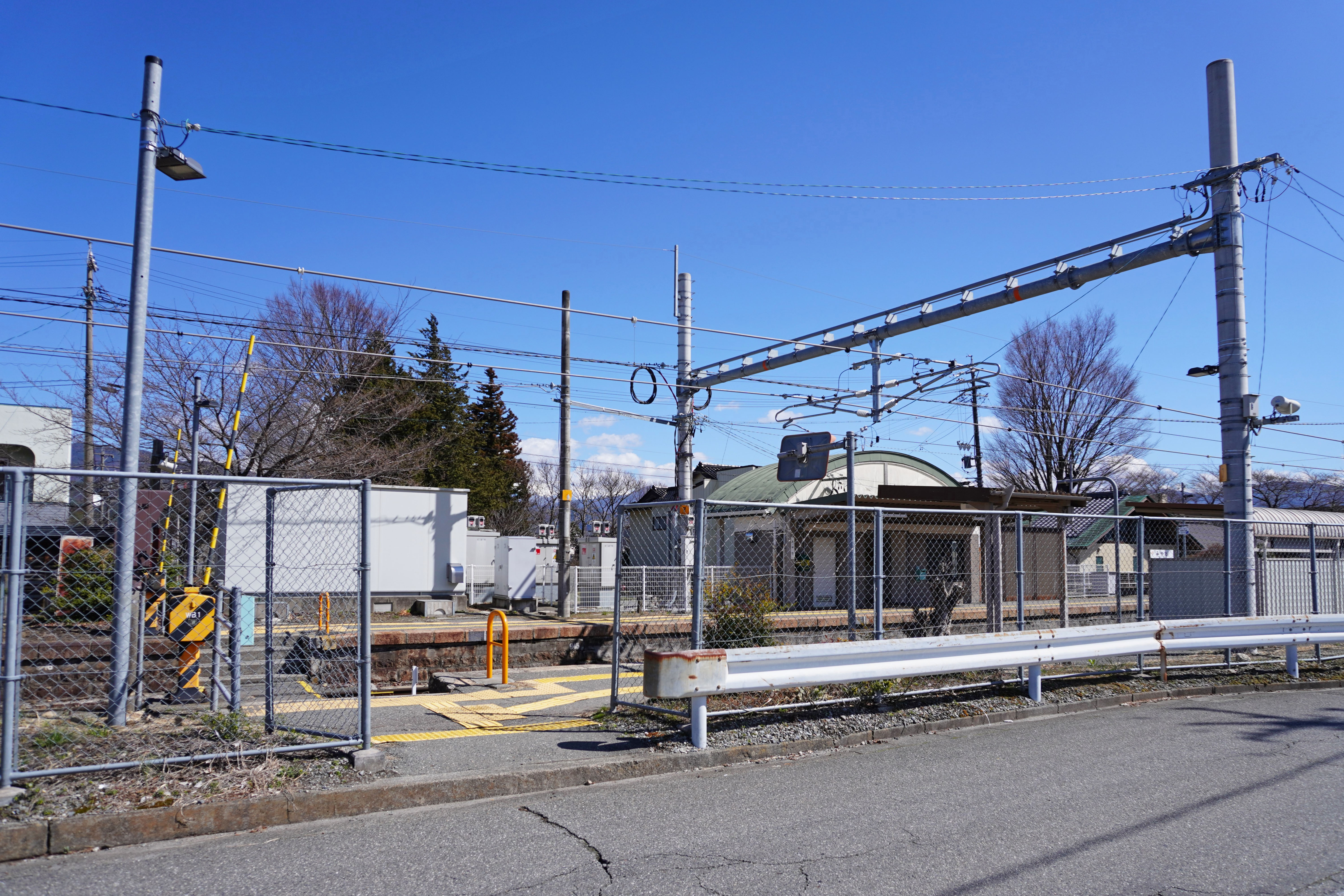
西側出入口（2023年3月）
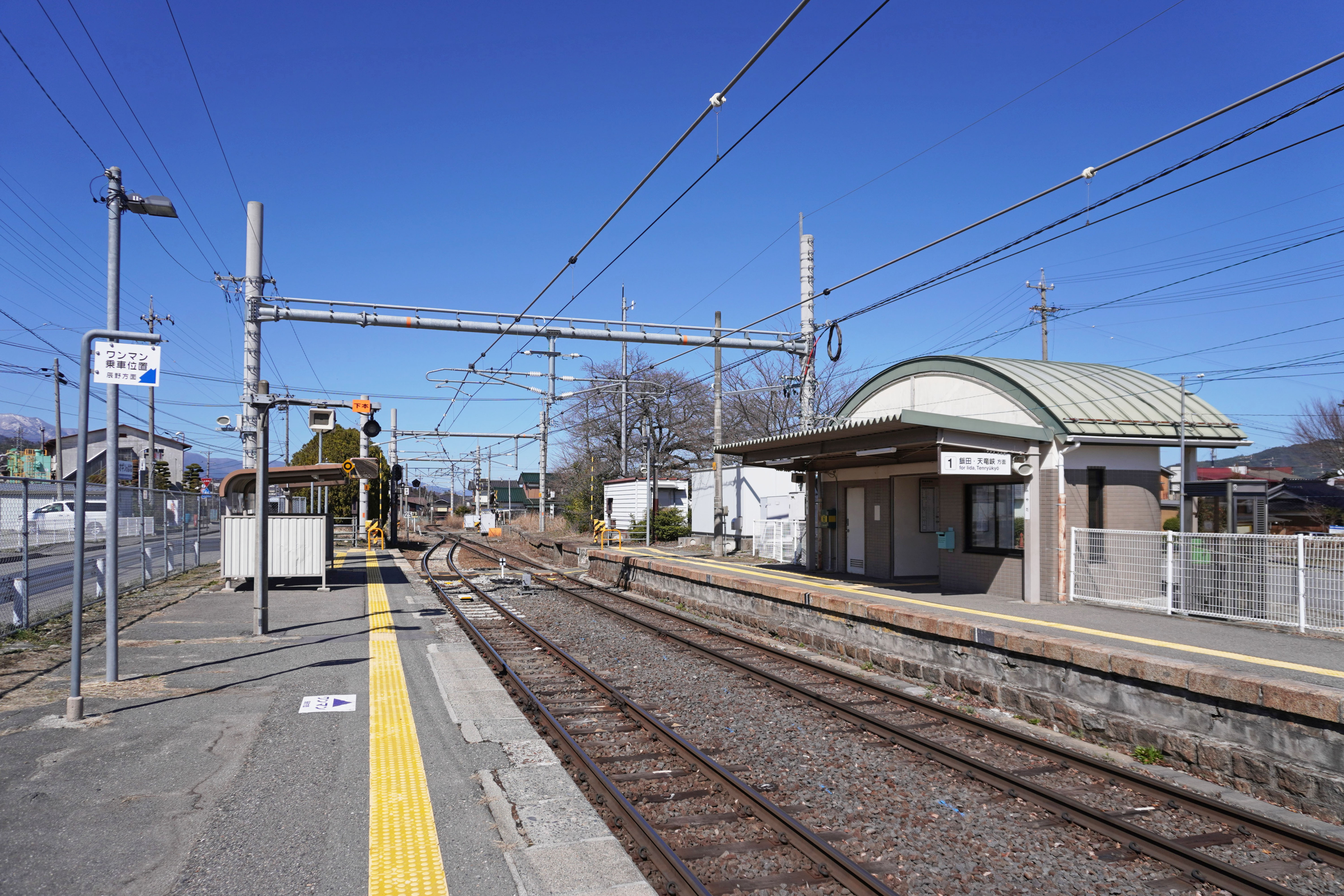
ホーム（2023年3月）
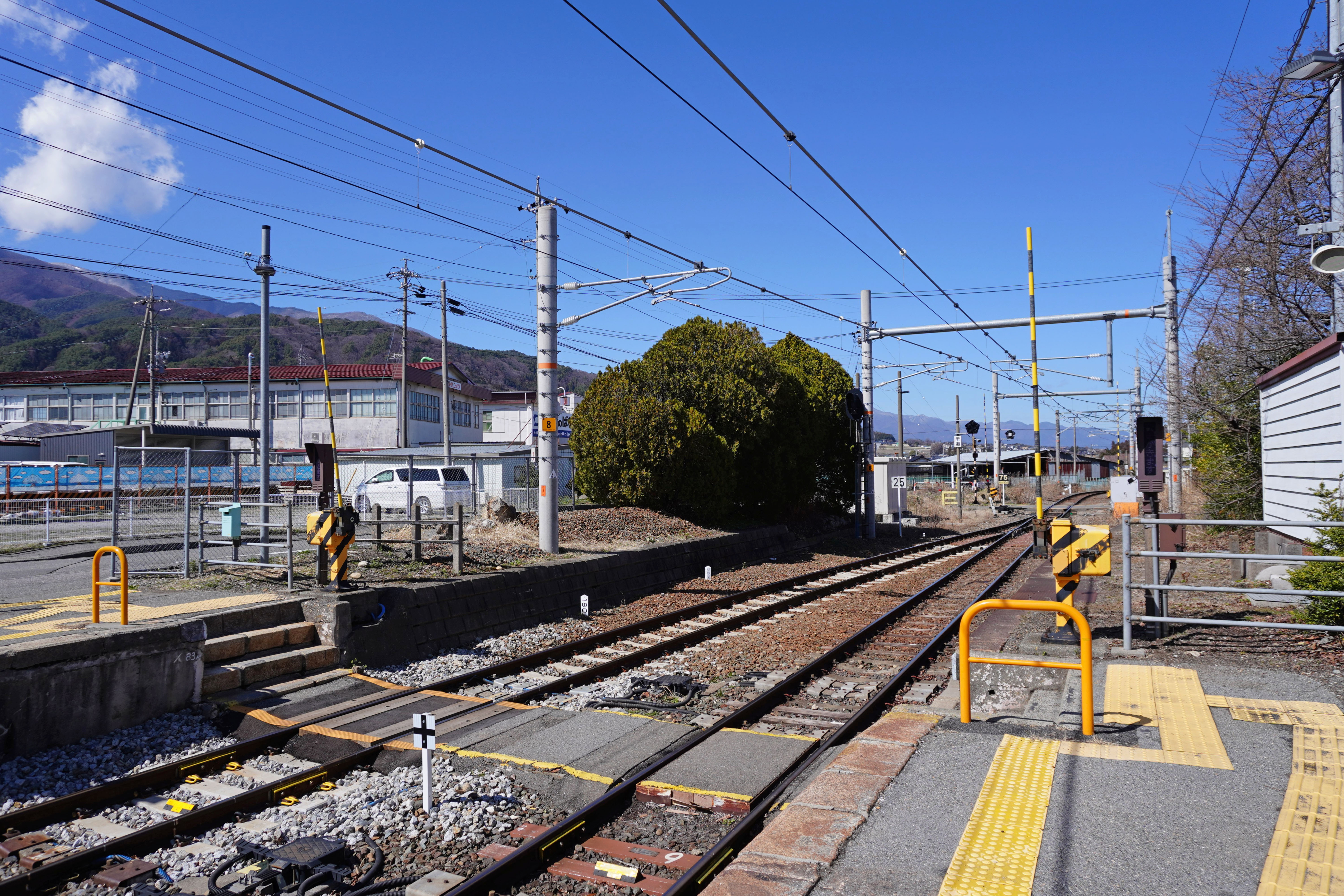
構内踏切（2023年3月）

## 利用状況
「長野県統計書」によると、1日平均乗車人員は以下の通り。
- 2007年度 - 335人[1]
- 2009年度 - 321人[1]
- 2010年度 - 345人
- 2011年度 - 339人
- 2012年度 - 337人
- 2013年度 - 347人
- 2014年度 - 325人
- 2015年度 - 329人
- 2016年度 - 350人[8]
- 2017年度 - 338人[9]
- 2018年度 - 337人[10]

## 駅周辺
駅前にはタクシー乗り場などがある。駅前から東方へ向かうと国道153号へ繋がり国道を越えると宮田村役場がある。宮田村立宮田小学校及び宮田村立宮田中学校は駅南方にある。
- 日本発条伊那工場
- タカノ本社、宮田工場、特品工場
- JA上伊那宮田支所
- 八十二銀行宮田支店
- アルプス中央信用金庫宮田支店
- ニシザワ宮田食彩館
- 宮田村図書館

## 隣の駅
東海旅客鉄道（JR東海）
CD 飯田線
■快速（「みすず」含む）
駒ケ根駅 - （一部大田切駅） - 宮田駅 - （一部赤木駅） - 沢渡駅
■普通
大田切駅 - 宮田駅 - 赤木駅